# Glypta lenis
Glypta lenis är en stekelart som beskrevs av Dasch 1988. Glypta lenis ingår i släktet Glypta och familjen brokparasitsteklar. Inga underarter finns listade i Catalogue of Life.